# Märta Torén
Märta Torén (21 de mayo de 1925-19 de febrero de 1957) fue una actriz de teatro y cine sueca de las décadas de 1940 y 1950. 

## Vida personal
Su niñez es anodina, aunque se vio empañada por la pérdida de su hermana a una edad temprana y el divorcio de sus padres. Se la describe como una chica sensible que sueña con convertirse en actriz, pero su deseo de actuar también se equilibra con su timidez. El padre de Torén, Helge Toren, fue un oficial militar sueco, y durante tres años fue secretaria en la oficina de guerra sueca durante la Segunda Guerra Mundial.
En los años 30 comienza lecciones de ballet con la reconocida Vera Alexandrova. Las lecciones continuarán hasta los 14 años y la ayudarán a superar parcialmente su timidez.
En 1950 quiso traer a su sobrino de 4 años, hijo de su hermana ya fallecida, a Estados Unidos, pero no se le permitió adoptarlo porque no estaba casada.
Era apodada "la próxima Ingrid Bergman" por la publicidad de su estudio. 
A las preguntas sobre su vida amorosa, no se compromete. "Voy con varios hombres diferentes. Sus nombres, bueno, no son fáciles de deletrear, ya que la mayoría de ellos son suecos o europeos. Escritores, compositores, músicos". Ella le dice al entrevistador Bob Thomas que "se casaría solo una vez, no diez veces", y probablemente sería con un hombre que entendiera su tipo de trabajo, preferiblemente alguien en el negocio, "pero no un actor".
Se casó con el director y escritor de cine estadounidense Leonardo Bercovici el 13 de junio de 1952, en una ceremonia sencilla, a la que asiste su padre, Helge Toren, en la oficina de registro en Klosters, Suiza. En ese momento, él tenía 44 años y ella 26 años. Su romance de larga data fue uno de los secretos mejor guardados de Hollywood. Después de un breve viaje de luna de miel a Suecia, se instalaron en Roma. En 1953 tuvieron discuciones, ya que Bercovici se enfadó por su continua ausencia en la realización de películas en Europa.
Dio a luz a su hija Christina Bercovici nacida en Roma el 20 de abril de 1953 en la misma habitación de un hospital de Roma donde Bergman tuvo gemelos el año anterior. Bergman, la cual era su mejor amiga en Roma, es su primera visita al hospital.

## Trayectoria
Desde temprana edad su sueño era convertirse en actriz.

### Años 40[2]
Su primera solicitud para estudios de actuación en el teatro Dramaten, en Estocolmo, en 1944 no tuvo éxito por falta de experiencia.
También en 1944, para pagar el entrenamiento adicional de dramaturgia y voz, acepta un trabajo como mecanógrafa en el Departamento de Defensa, donde permanecerá durante tres años.
En 1947 vuelve a postularse, después de un entrenamiento dramático adicional, para el teatro Dramaten y es aceptada de uno de solo 8 seleccionados entre 112 postulantes. Ella permanecerá allí solo un año, convirtiéndose en una estudiante dedicada con Anna Norris, una maestra que también entrenó a Ingrid Bergman. 
Es descubierta por el guionista Edwin Blum mientras estaba en Estocolmo trabajando en un guion para RKO pictures. La historia se desarrollaría en Suecia, con Cary Grant en mente para el protagonista masculino. Blum estaba buscando una posible protagonista femenina. El representante local de RKO presenta a Blum al director del Teatro, quien no puede pensar en nadie adecuado de la actual generación de estudiantes. De repente, recuerda a una chica que estaba en una obra de teatro de estudiantes en ese mismo momento, por lo que los dos hombres pasan algún tiempo mirando a Märta en el escenario en una actuación de rutina. En conversaciones posteriores, a ella le agrado la idea de Blum de un realizar un contrato de Hollywood. Ella pensó que sería demasiado inverosímil y es poco probable que la lleve a ninguna parte. Blum insiste en una prueba de pantalla, que improvisa usando su propio guion y toma prestada la parte masculina de un oficial de la Oficina del Agregado Militar de Estados Unidos. El inglés de Märta es útil, y cuando se entusiasma con una escena en particular, Blum nota una chispa en su actuación, por lo que hace una oferta definitiva. Ella acepta y Blum se apresura a regresar a California con el carrete de prueba. Resulta que RKO ya no está interesada, pero Universal-International sí y le ofrece un contrato de siete años. Fue una decisión difícil para ella, pero aceptó y dejó sus estudios después de un semestre.
La película Rogue's Regiment (1948) supuso todo un desafío para ella porque requería que cante. "No puedo cantar una nota", le dice a Louella Parsons. Toma más lecciones de canto y descubre que también ayudan a su fluidez en el idioma. De cantar "Blue Skies", dijo, "había algo en el ritmo que me facilitó hablar inglés". El estudio decide no doblarle la voz. 
En 1948 hizo su debut cinematográfico en la película Casbah.
Las imágenes publicitarias de sus primeros años en Hollywood tienden a centrarse en sus ojos, que tienen una calidad luminosa con colores que cambian del azul al gris y a tonos verdosos y tienen una inclinación bastante leve, lo que les da un aspecto ligeramente oriental. El énfasis en sus ojos alcanza su punto máximo con un retrato de portada de la revista Life el 13 de junio en 1949.
En 1949, en su actuación en Illegal Entry (Entrada ilegal), el director Frederick de Cordova dice que al principio fue extremadamente tímida y consciente de su acento, pero luego superó esta dificultad con trabajo duro y ganó mucha confianza. «Será una gran actriz [dijo de ella], ahora que se ha encontrado a sí misma.»
También en 1949, le dice al Saturday Evening Post que su papel en su película que estaba rodando entonces, Sword in the Desert (Espada en el desierto), era el que más le había gustado hasta la fecha. «Me permitió interpretar a una mujer profunda y decidida por primera vez en mi carrera.» Llega a usar uniformes militares en lugar de vestidos sin tirantes. Se tomó muy en serio su preparación para el papel, leyendo libros y viendo películas sobre la vida en Palestina. Hadassah, el grupo de mujeres judías le entrega un pergamino por su contribución a la comprensión de los problemas de los colonos. 

### Años 50[6]
En 1950, le dice a los reporteros que se considera una actriz, no una chica pin-up. Ella se queja de que en Hollywood el sexo se considera más importante que el talento actoral y se manifiesta en contra de las campañas publicitarias para darla a conocer como "Los ojos", porque sus ojos almendrados y gris azulados se consideraban inusuales. 
En 1951, ella y Universal se separan amigablemente después de solo tres años de su contrato. Se siente atrapada interpretando papeles que hacen poco por avanzar en su carrera como actriz. Si a veces parecía incómoda o inhibida en estas partes, su explicación era que no sabía qué hacer con los roles. «Eran personajes sin ningún trasfondo. Solía sentarme con la cabeza entre las manos tratando de averiguar de qué se iban esos personajes. ¡Y estaba harta de las historias de espías!». Le dice a un entrevistador sueco que está muy agradecida con Universal por todo lo que hicieron por ella: «He actuado con actores destacados, he tenido papeles protagónicos en todas las películas, he captado la atención de la prensa mundial y me han pagado bien».
Contrató con Columbia por dos películas al año, lo que resulta en Sirocco (1951) con Humphrey Bogart y Destino: Budapest (1952), que coprotagonizó con Dana Andrews. A ella le gusta su papel en Sirocco y se siente segura de interpretar, como ella dice, a «una chica verdaderamente mala».  Cuando se la considera por primera vez para el papel en Destino: Budapest (1952), el estudio le pide que haga una prueba. Su respuesta es sensata: «¿Por qué hacer una prueba? Ya hice una foto aquí con Bogart. ¿Por qué perder tiempo y dinero cuando sabes lo que puedo hacer?». Los ejecutivos estuvieron de acuerdo y no tuvo que hacer hacer ninguna prueba. 
Su amor por el teatro no disminuye mientras estuvo en Hollywood. Le dice a un entrevistador del Los Angeles Times que la situación ideal para ella sería actuar en una película en Hollywood y una obra de teatro en Nueva York cada año.
Para mantener su mano en el trabajo escénico real, dirige The Playmates, un grupo de teatro amateur local en la cercana Inglewood. A ella le resulta natural, ya que el Teatro de Estocolmo enseñó tanto actuación como dirección. Pasarán algunos años antes de que finalmente suba al escenario en vivo para actuar.
A partir de 1952 aceptó ofertas cinematográficas de Italia con papeles más exigentes. En el rodaje de Puccini (1953), dirigida por Carmine Gallone y protagonizada por Gabriele Ferzetti, su papel es exigente porque tiene que tener entre 20 y 60 años durante el transcurso de la historia. El diálogo también le resultó dificultoso. Ella es el único miembro del elenco que no hablaba italiano. Decía sus frases en inglés, y luego se las doblaban. Al año siguiente actúa en La casa de los Ricordi (1954), dirigida nuevamente por Gallone y también protagonizada por Ferzetti.
En 1956, en un viaje a Estocolmo, un actor de teatro destacado se le acerca con una oferta para un papel en una obra de teatro actual, una comedia de J. B. Priestley. Reemplazaría a la protagonista, que había anunciado su intención de dejar la obra. Ella hace un considerable examen de conciencia. La idea de presentarse ante un público local es aterradora y atractiva. El público, los críticos y los reporteros suecos son notoriamente severos al juzgar a las chicas locales que se han ido al extranjero y han regresado como estrellas, especialmente si habían sido desconocidas en casa. Ingrid Bergman y otros amigos del teatro le advierten sobre el tipo de recepción que probablemente encontrará. Pero ella decide arriesgarlo. Ensaya y ensaya «mientras duerme», y cuando su debut, en 1957, obtiene una cálida acogida por parte del público y la crítica, es justo lo que necesita para aumentar su confianza en sí misma.

### Reconocimientos
En 1954, gana premios por la aclamada Maddalena, filmada en Francia y recibió una medalla en el Festival de Edimburgo por su participación en la misma.

## Muerte
Murió el 19 de febrero de 1957, a los 31 años. Estaba actuando en el escenario del Teatro Allee de Estocolmo, Suecia, en la obra Mr. Kettle and Mrs. Moon cuando de repente se desplomó y la llevaron de urgencia a un hospital. Las pruebas demostraron que había sufrido una hemorragia cerebral. Murió en el hospital dos días después. El Dr. Goesta Von Reis, quien describió su situación como "sin esperanza" cuando ingresó al hospital el domingo por la noche inconsciente y en una condición extremadamente grave, dijo que no había nada que él pudiera hacer. Afirma que Torén sufrió una hemorragia subaracnoidea, que "generalmente cae como un rayo en un cielo azul" y se caracteriza por una hemorragia profusa debajo de las membranas cerebrales.
En el momento de su muerte, su hija estaba en Londres, donde Märta planeaba trabajar en el cine después de su aparición en el teatro.
A su funeral asistieron miembros de la familia y amigos del teatro. Entre los muchos homenajes florales figuraba una ofrenda floral con el sencillo mensaje: "Adiós, querida Marta. Tu amiga Ingrid".
Está enterrada en el cementerio Norra begravningsplatsen (Cementerio del Norte), en Estocolmo, Tumba 13A, 237.

## Filmografía
| Año  | Película                                                 | Personaje                     | Observaciones                      |
| ---- | -------------------------------------------------------- | ----------------------------- | ---------------------------------- |
| 1957 | La puerta abierta                                        | Condesa de Caroli             | Última Película; Película Española |
| 1956 | Tormento de amor                                         | Sara García                   | Película Italiana-Española         |
| 1955 | Vena dorada                                              | Maria                         | Película Italiana                  |
| 1954 | La Sombra                                                | Alberta Landi                 | Película Italiana                  |
| 1954 | La casa de los Ricordi                                   | Isabella Colbran              | Película Italiana-Francesa         |
| 1954 | Maddalena                                                | Maddalena                     | Película Italiana                  |
| 1953 | Puccini                                                  | Elvira Puccini                | Película Italiana                  |
| 1952 | El hombre que vio pasar los trenes o El expreso de París | Michele Rozier                | Elenco europeo completo            |
| 1952 | Destino: Budapest                                        | Jeanne Moray                  |                                    |
| 1951 | Sirocco                                                  | Violette                      |                                    |
| 1950 | Submarino misterioso                                     | Madeline Brenner              |                                    |
| 1950 | Caza de espías                                           | Catherine Ullven              |                                    |
| 1950 | Deportada                                                | Condesa Christine di Lorenzi  |                                    |
| 1950 | One Way Street                                           | Laura Thorsen                 |                                    |
| 1949 | Espada en el desierto                                    | Sabra                         |                                    |
| 1949 | Entrada ilegal                                           | Anna Duvak O'Neill            |                                    |
| 1948 | Regimiento de pícaros                                    | Lili Maubert                  |                                    |
| 1948 | Casbah                                                   | Gaby                          | Debut cinematográfico              |
| 1946 | Eviga länkar                                             | Una de las hijas de Signe     | Sin acreditar; Película Sueca      |
| 1946 | Johansson och Vestman                                    |                               | Sin acreditar; Película Sueca      |
| 1943 | Cambio de tren                                           | Mujer joven en la audiencia   | Sin acreditar; Película Sueca      |
| 1942 | Maneja esta noche                                        | Mujer proveniente de Brändbol | Película Sueca                     |
| 1942 | Rospiggar                                                | Joven invitada en Atlantic    | Sin acreditar; Película Sueca      |